# 横瀬古墳
横瀬古墳（よこせこふん、横瀬大塚山古墳）は、鹿児島県曽於郡大崎町横瀬にある古墳。形状は前方後円墳。国の史跡に指定されている。
鹿児島県では第2位の規模の古墳で、5世紀中葉-後半（古墳時代中期）頃の築造と推定される。

## 概要
| 古墳群 | 古墳名       | 形状         | 墳丘長   | 築造時期         |
| ------ | ------------ | ------------ | -------- | ---------------- |
| 生目   | 生目1号墳    | 前方後円墳   | 120m以上 | 4c前半 (4c後半?) |
| 生目   | 生目3号墳    | 前方後円墳   | 137m     | 4c中葉           |
| 生目   | 生目22号墳   | 前方後円墳   | 100m以上 | 4c後半           |
| 唐仁   | 唐仁大塚古墳 | 前方後円墳   | 154m     | 4c末             |
| 西都原 | 男狭穂塚古墳 | 帆立貝形古墳 | 176m     | 5c前半           |
| 西都原 | 女狭穂塚古墳 | 前方後円墳   | 176m     | 5c前半           |
| (単独) | 横瀬古墳     | 前方後円墳   | 134m     | 5c中葉           |

鹿児島県東部、志布志湾から西方の標高6メートルの水田地帯に築造された大型前方後円墳である。江戸時代から知られた古墳で、現在は前方部に祠が祀られている。
墳形は前方後円形で、前方部を南西方に向ける。墳丘長は約137メートルを測り、鹿児島県では唐仁大塚古墳（東串良町、154メートル）に次ぐ第2位の規模になる。墳丘外表では円筒埴輪・形象埴輪（盾形埴輪など）が検出されている（埴輪を伴う古墳としては日本最南端）。墳丘周囲には周濠（盾形か）が巡らされており、濠は幅12-23メートル・深さ1.5メートルを測り、周濠を含めた古墳総長は160メートルに達する。この周濠のさらに外側では、後円部北側・前方部南側で外濠も認められている。埋葬施設は竪穴式石室で、現在は後円部墳頂に露出する。この石室からはかつて鉄器等が持ち出されたといわれる。その他の出土品としては須恵器（加耶系陶質土器・陶邑産須恵器）がある。また、現存はしないが本古墳周囲には古墳群が形成されていたと伝えられ、それら周囲古墳は本古墳の陪塚であった可能性も指摘されている。
この横瀬古墳は、墳形・埋葬施設・出土品等より古墳時代中期の5世紀中葉-後半頃の築造と推定される。南九州地方では、西都原古墳群（宮崎県西都市）の男狭穂塚古墳・女狭穂塚古墳に後続する盟主墳に位置づけられる。また本古墳は沿岸部に築造された「海浜型前方後円墳」になり、ヤマト王権と南西諸島や朝鮮半島との交流を物語っている。
古墳域は1943年（昭和18年）に国の史跡に指定されている。なお周辺では、前述の唐仁大塚古墳を含む唐仁古墳群（東串良町）のほか、本古墳に先立つ神領古墳群（大崎町神領・横瀬）の分布が知られる。

## 遺跡歴
- 文政7年（1824年）の『大崎名勝誌』に記述[4]。
- 天保14年（1843年）の『三国名勝図会』に「大塚山」として記述[4]。
- 1902年（明治35年）頃、盗掘被害[8]。
- 1943年（昭和18年）9月8日、国の史跡に指定[7]。
- 1977-1978年（昭和52-53年）、範囲確認調査（鹿児島県教育委員会）[2]。
- 1988年（昭和63年）、墳丘測量調査（鹿児島大学・琉球大学）[2]。
- 2010-2011年度（平成22-23年度）、範囲確認調査（大崎町教育委員会、2016年に報告書刊行）[9]。

## 墳丘

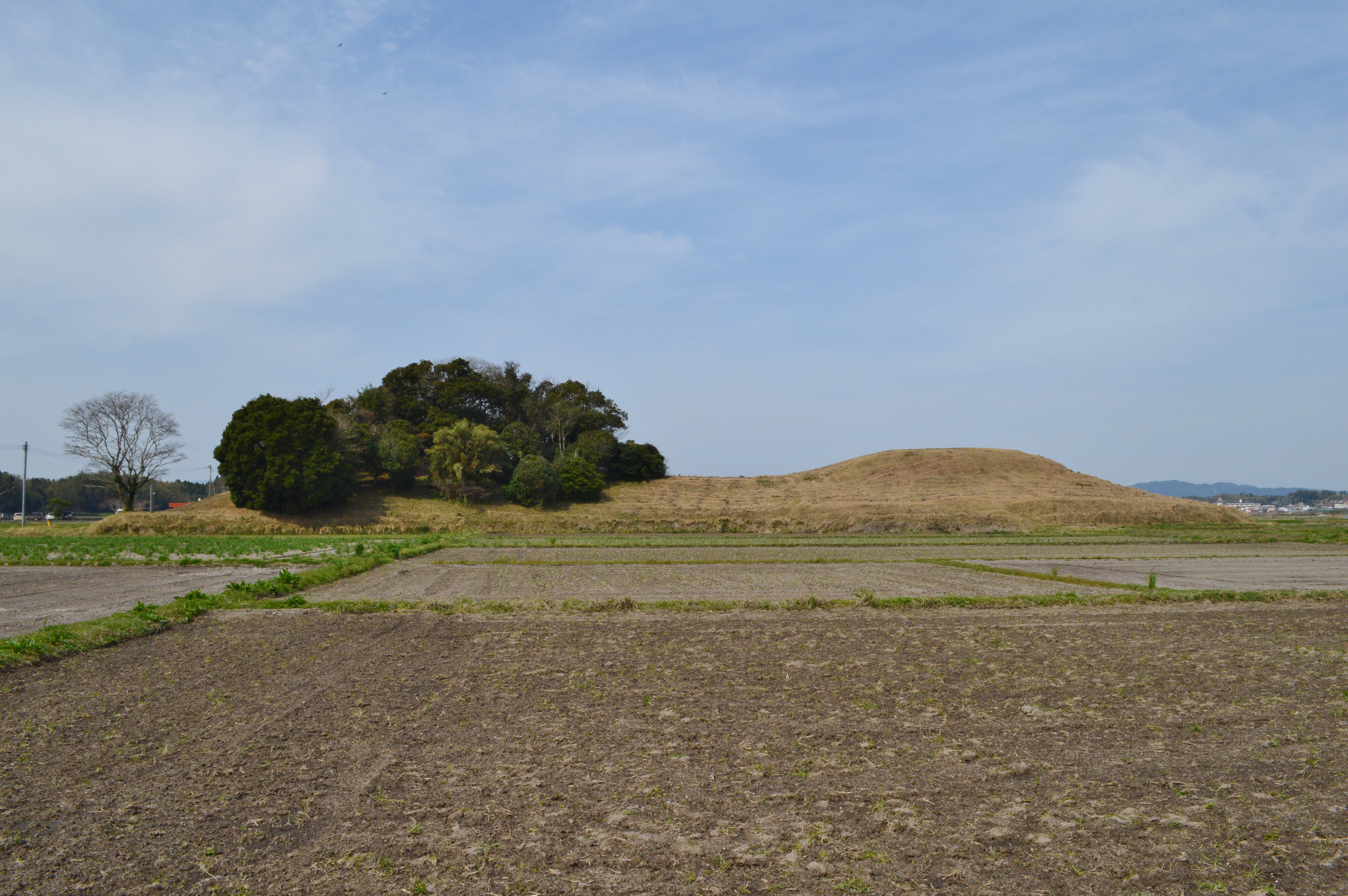
横から望む墳形左に前方部、右に後円部。

墳丘の規模は次の通り（2010-2011年度（平成22-23年度）の調査値）。
- 古墳総長：192メートル - 周濠を含めた古墳全長。
- 墳丘長：137メートル
- 後円部
  - 直径：80メートル
- くびれ部
  - 幅：58メートル
- 前方部
  - 幅：最大88メートル
- 内濠
  - 後円部側：6-8メートル
  - くびれ部西側：12メートル
  - くびれ部東側：20メートルか
  - 前方部側：7-11メートル
- 外濠
  - 後円部側：3.5メートル
  - 前方部側：2.5メートル

古墳は傾斜面上に所在するため、墳丘は後円部の方が1メートルほど高く築造されている。後世の削平により後円部墳頂では竪穴式石室が露出することから、元々の後円部は現在よりもさらに高かったとされる。

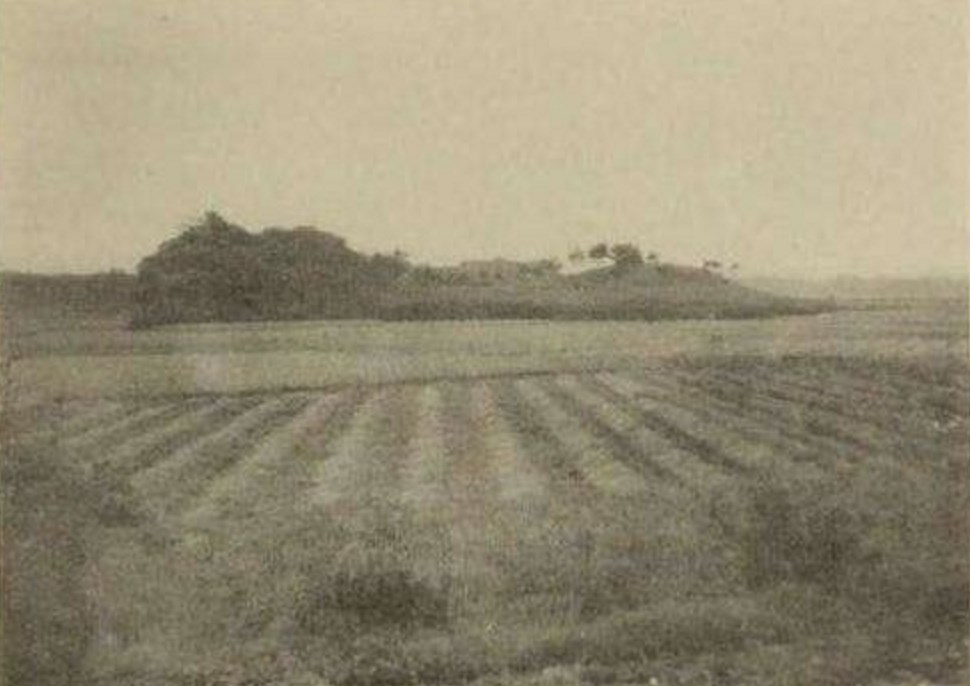
1939年以前の墳丘
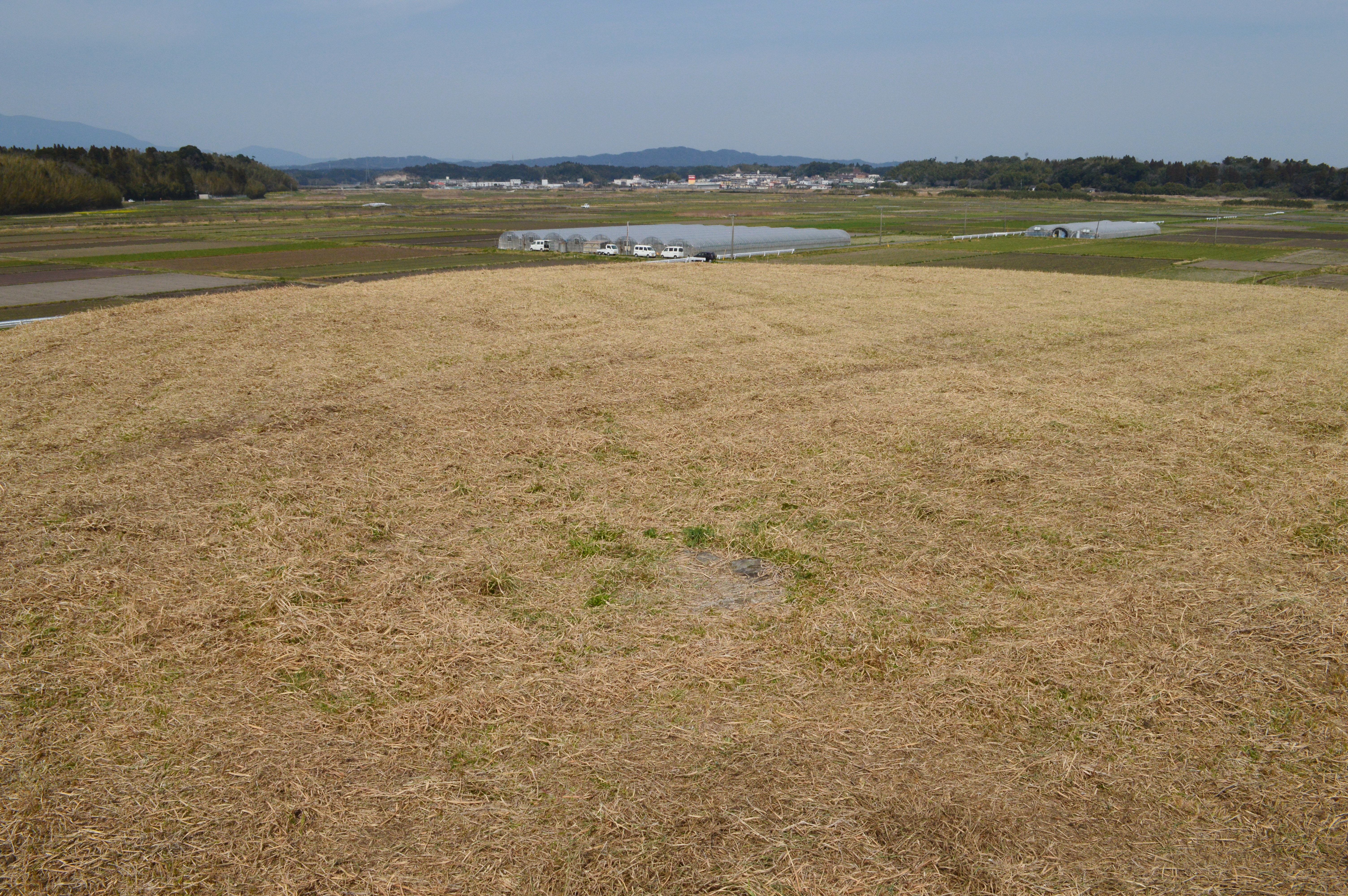
後円部墳頂 手前下に竪穴式石室、奥の背景に大崎町中心部。
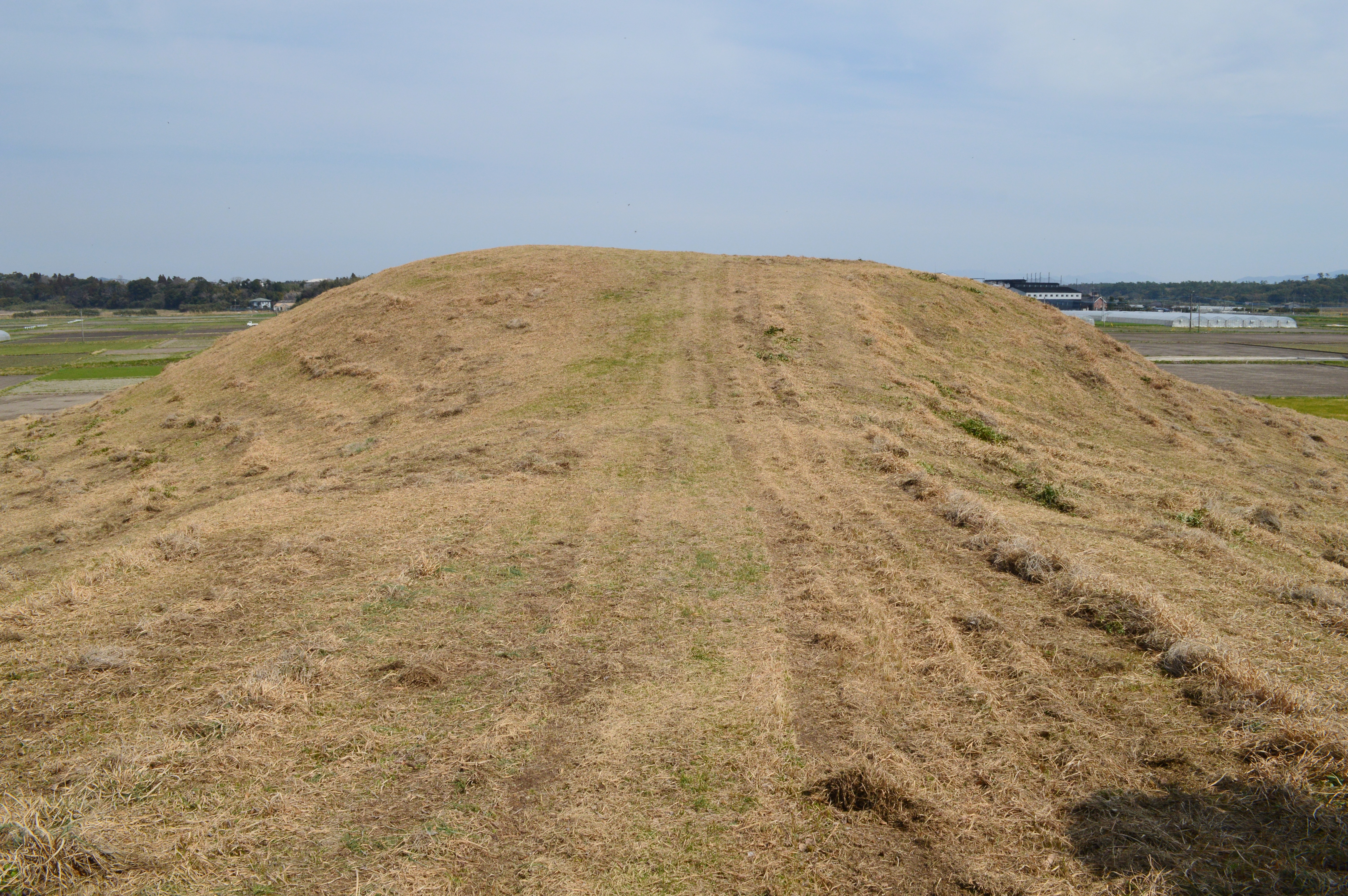
前方部から後円部を望む
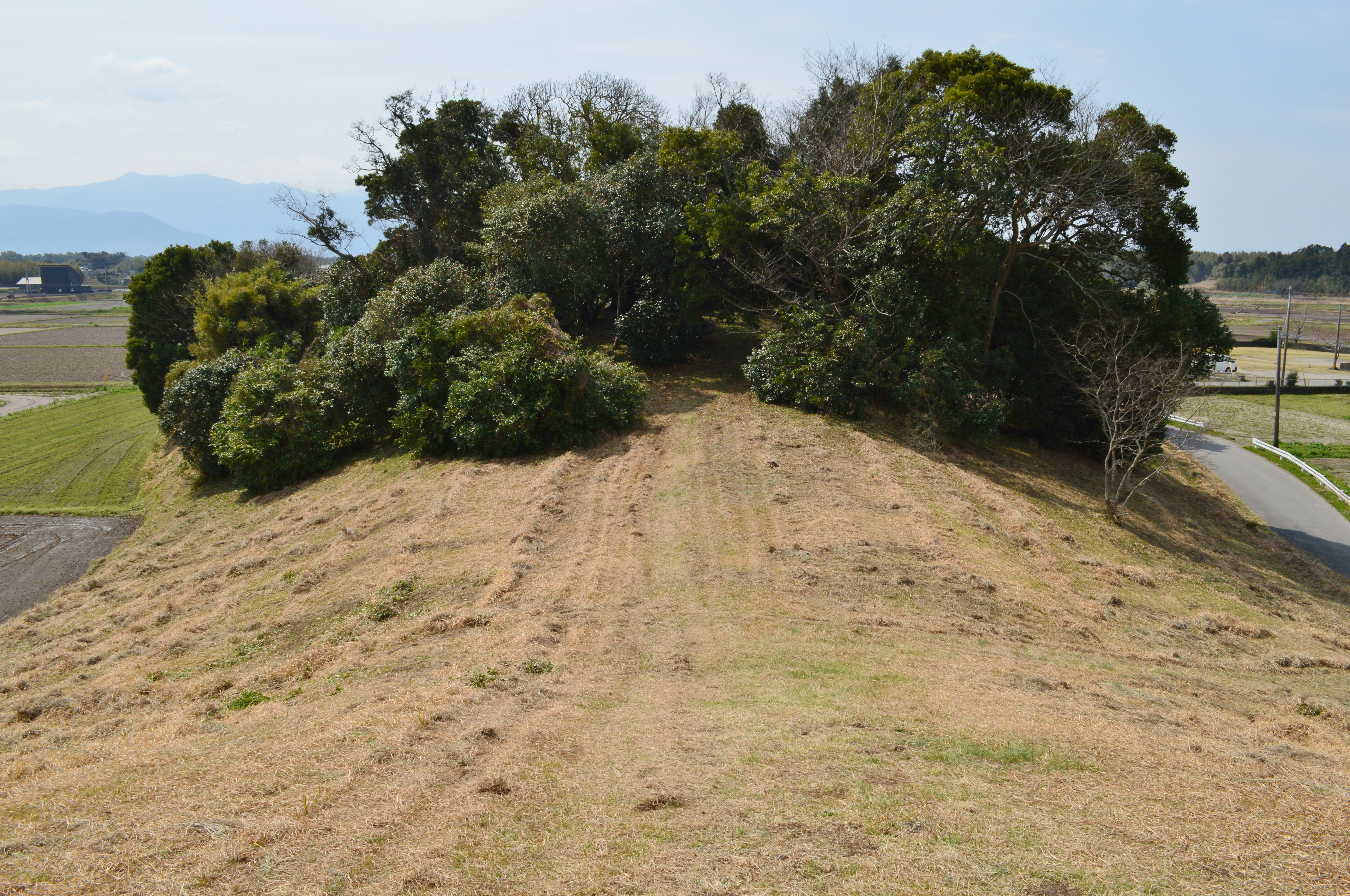
後円部から前方部を望む
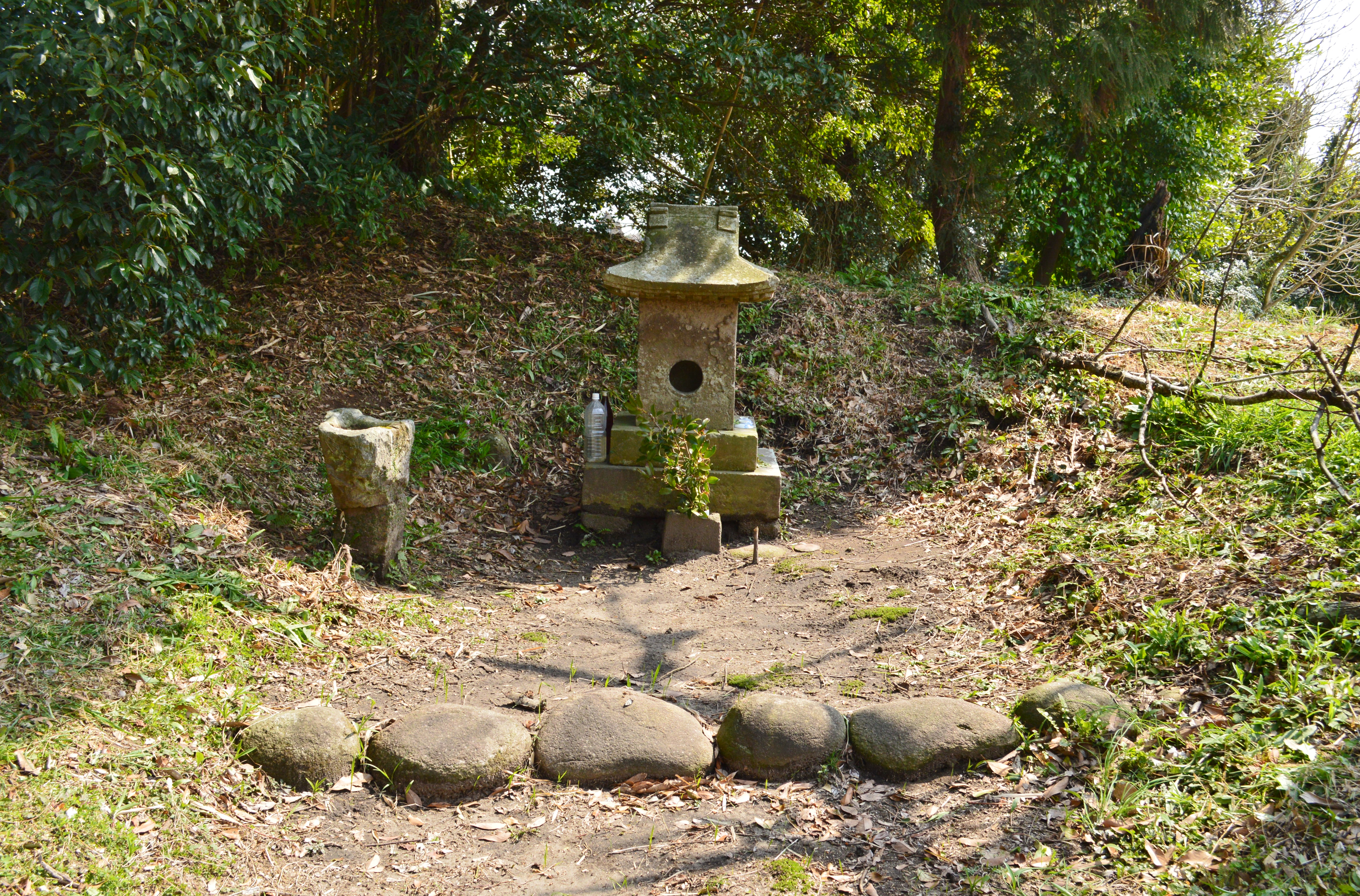
前方部の石祠
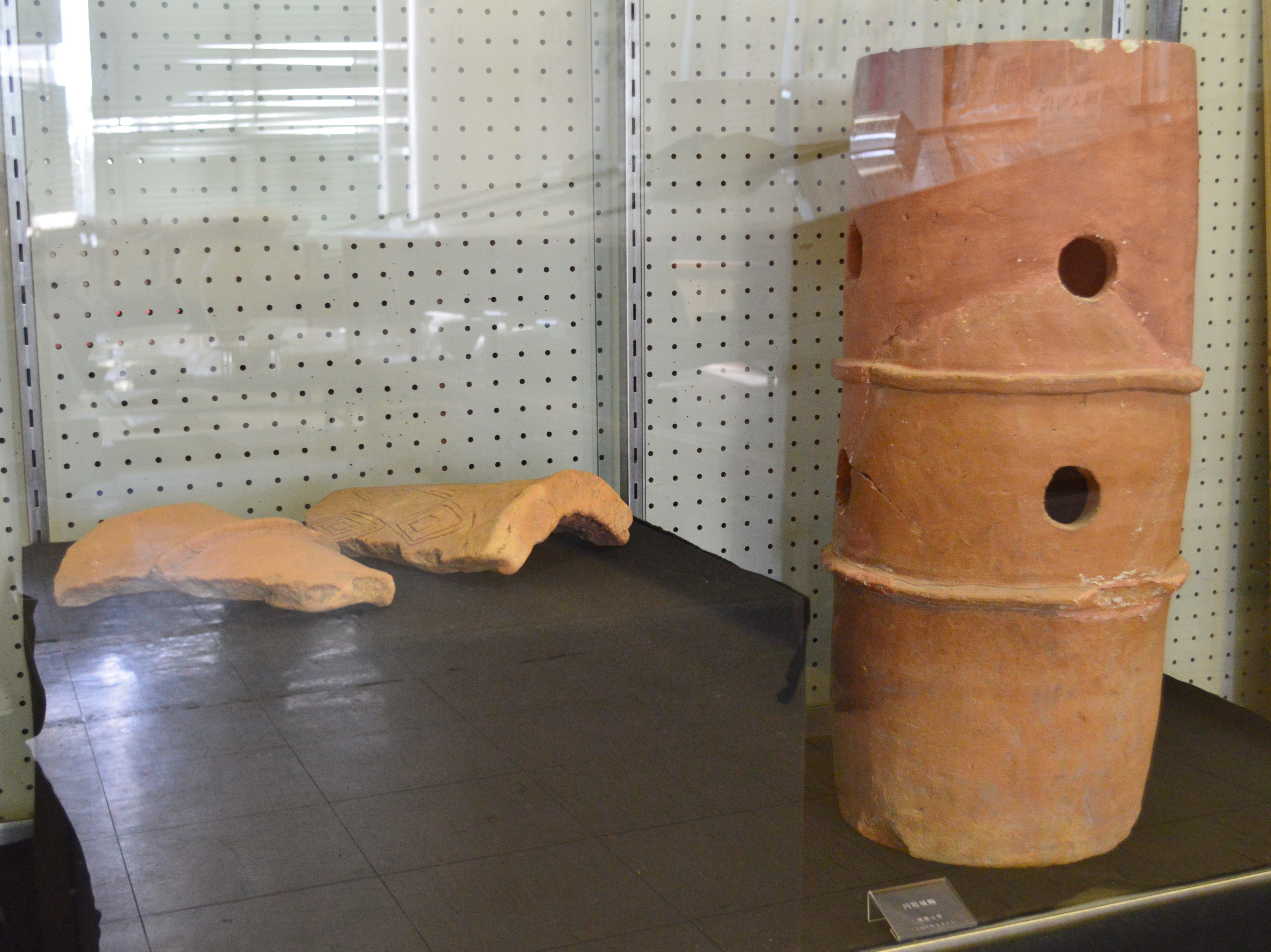
出土埴輪 大崎町中央公民館郷土資料展示室展示。
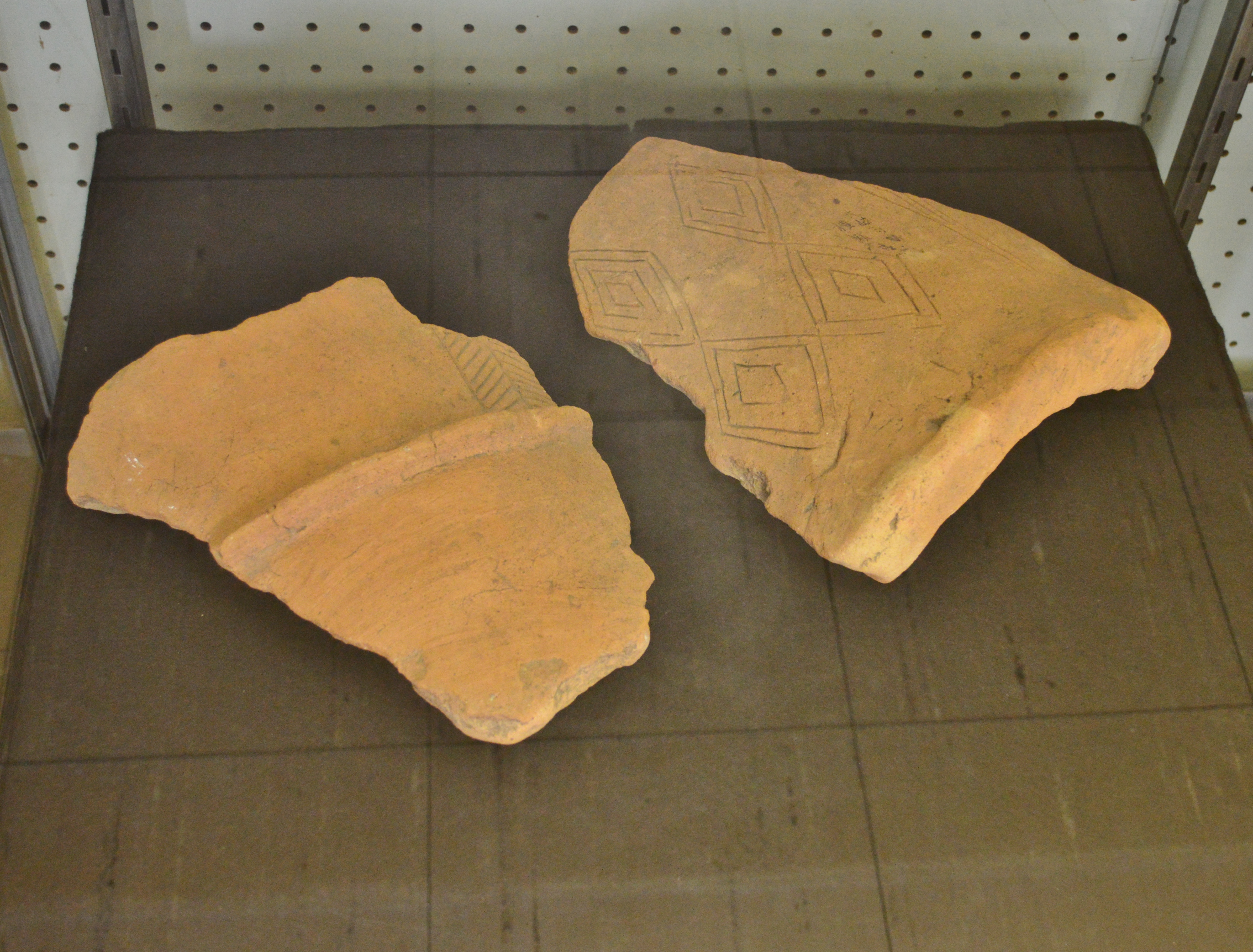
出土埴輪 大崎町中央公民館郷土資料展示室展示。

## 文化財

### 国の史跡
- 横瀬古墳 - 1943年（昭和18年）9月8日指定[7]。

## 関連施設
- 大崎町中央公民館 郷土資料展示室（大崎町假宿） - 横瀬古墳の出土埴輪等を保管・展示。
- 鹿児島県立博物館（鹿児島市城山町） - 横瀬古墳の出土埴輪等を保管・展示[10]。
- 鹿児島県歴史資料センター黎明館（鹿児島市城山町） - 横瀬古墳の出土物等を保管[2]。
- 鹿児島県立埋蔵文化財センター（霧島市国分上野原縄文の森） - 横瀬古墳の出土物等を保管[2]。